# GeoSphere Austria
Die GeoSphere Austria ist der österreichische geologische, geophysikalische, klimatologische und meteorologische Dienst. Sie wurde am 1. Jänner 2023 durch die Zusammenlegung der Zentralanstalt für Meteorologie und Geodynamik (ZAMG) und der Geologischen Bundesanstalt (GBA) gegründet. Durch die Zusammenlegung soll die umfassende Erforschung der Erde, vom Kern bis zur Atmosphäre, vorangetrieben werden, sowie auch die Bereitstellung von nutzerorientierten Dienstleistungen. 
Im Rahmen ihres Tätigkeitsbereiches ist die GeoSphere Austria auch für die Beratung der Bundesregierung und Warnung der Bevölkerung in ihren Fachgebieten zuständig und liefert viele Grundlagen, die für einen vorsorgebasierten Umgang mit dem Klimawandel und demnach zu einer nachhaltigen Entwicklung Österreichs beitragen.
Die GeoSphere Austria beschäftigt mit Stand Mitte 2025 rund 500 Mitarbeiter, auf mehrere Standorte verteilt. Der Hauptstandort befindet sich im 19. Bezirk in Wien, auf der Hohen Warte, dem früheren Standort der ZAMG, wo der nationale Wetter- und Erdbebendienst beheimatet ist. Der geologische Dienst befindet sich am Standort Landstraße (Neulingasse 38, 1030 Wien). In einigen Landeshauptstädten sind Regionalstellen des Wetterdienstes beheimatet: 
- Regionalstelle Salzburg und Oberösterreich (Akademiestraße 39, 5020 Salzburg)
- Regionalstelle Tirol und Vorarlberg (Fürstenweg 180, 6020 Innsbruck)
- Regionalstelle Kärnten (Flughafenstraße 60, 9020 Klagenfurt)
- Regionalstelle Steiermark (Klusemannstraße 21, 8053 Graz)

Darüber hinaus befindet sich die Forschung zum Weltraumwetter am Austrian Space Weather Office in Graz (Reininghausstraße 3,8020 Graz)  
Teil der GeoSphere Austria ist auch das Conrad-Observatorium bei Pernitz in Niederösterreich. Dieses besteht aus einem 2002 eröffneten seismisch-gravimetrischen sowie einem geomagnetischen Observatorium, welches 2014 eröffnet wurde. Das Sonnblick Observatorium, 1886 am Hohen Sonnblick in Salzburg errichtet, gehört ebenfalls zur GeoSphere Austria.
Die GeoSphere Austria betreut ein aus ca. 270 Stationen bestehendes meteorologisches Messnetz sowie ein aus ca. 50 Stationen bestehendes seismisches Messnetz.
Im August 2023 war Baubeginn für ein modernes, quadratisches Gebäude der BIG mit zwei Geschoßen im Garten der seit 1986 genutzten Hartwig-Villa in Salzburg-Freisaal. Seit Herbst 2024 sind dort das Team der Regionalstelle Salzburg und Oberösterreich sowie das Team des Sonnblick Observatoriums tätig.
Die Wettermessstation bleibt weiterhin im selben knapp 5000 m² großen Park der Gründerzeitvilla. Die Großrechner wurden 2023 alle zentral in Wien angesiedelt.